# Steffi Weismann

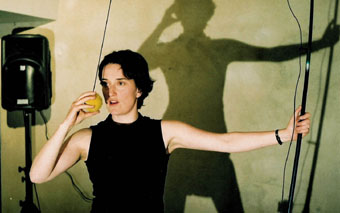
Steffi Weismann, Solo-Performance „Bandi-Bandi“ (Berlin)

Steffi Weismann (* 13. Mai 1967 in Zürich) ist eine Schweizer Künstlerin im Bereich Performance, Intermedia, Videokunst und Klangkunst.

## Leben
Steffi Weismann studierte an der Hochschule für Kunst und Design Zürich sowie an der Universität der Künste Berlin: Bühnenkostüm/Bühnenbild bei Martin Rupprecht, experimentelle Musik bei Dieter Schnebel und visuelle Kommunikation bei Maria Vedder. Die Mitgründung der Freien Performance-Klasse 1989 führte sie zur Performance, insbesondere zur Fluxus-Tradition der 1960er Jahre.
Seit 1993 ist sie Mitglied des Ensembles Die Maulwerker (gegründet von Dieter Schnebel). Sie war in der Performancegruppe ex machinis (1995–2001) und der Berliner Produktionsgemeinschaft Fernwärme – The Making of Performing Arts (2001–2007) aktiv. Von 2013 bis 2015 bildete sie zusammen mit Antje Vowinckel, Liz Allbee, Anouschka Trocker und Margarete Huber das Komponistinnen-Kollektiv XLR-Female.
Nach dem Fall der Berliner Mauer war sie Mitbegründerin des Kunsthauses KuLe (Kunst und Leben), einer Künstlerkommune an der Auguststrasse 10 in Berlin-Mitte, wo sie bis 2002 lebte und darüber hinaus diverse Veranstaltungen co-kuratierte (u. a. Labor Sonor). Als Herausgeberin veröffentlichte sie 2016 in Zusammenarbeit mit Ursula Maria Berzborn eine umfangreiche Publikation zur KuLe und ihren Netzwerken, die den fortdauernden Versuch einer gelebten Utopie dokumentiert. Von 2015 bis 2018 betreute sie im Team den künstlerischen Projektraum im Kunsthaus KuLe. Seit 2019 ist sie Mitglied bei Errant Sound, Berliner Projektraum für Klangkunst, wo sie auch kuratorisch tätig ist.
Weismann erhielt Stipendien 2004 in Brüssel (NADINE – Zentrum für Performance und Neue Medien); 2007 in Johannesburg/Südafrika (Kin:Be:Jozi, gefördert von der Schweizer Kulturstiftung proHELVETIA), 2008 in Los Angeles (Artist in Residence der Villa Aurora), 2009–2011 in Braunschweig (Dorothea-Erxleben-Stipendium der Hochschule für Bildende Künste Braunschweig im Bereich Klangkunst-Performance) und 2014 im quartier 21 – Museumsquartier Wien.
Es folgten Lehraufträge an der Akademi for Scenekunst (Norwegen), an der Kunsthochschule Berlin-Weißensee 2007/2008 und an der Hochschule für Bildende Künste Braunschweig 2009–2011. Weismann lebt in Berlin.

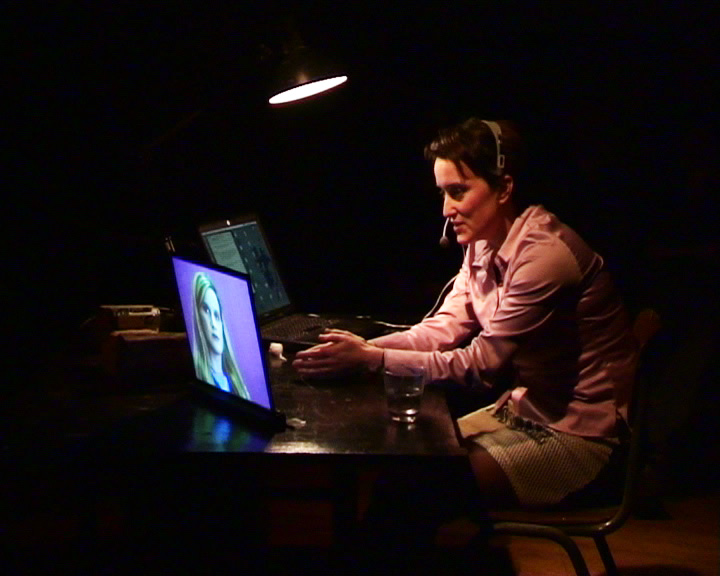
Solo-Performance „Calling Victoria“ (Brüssel)

## Werk
Die Künstlerin ist eine Grenzgängerin zwischen Performance, Video und Musik. Ihr Werk unterteilt sich in Solo-Performances und Kooperationsarbeiten.
Ihre Solo-Arbeit basiert auf der dialogischen Situation, dem Spiel mit Kommunikation in einem Dreiecksverhältnis zwischen Mensch, Maschine und Publikum. Dabei „zielen ihre performativen Kommunikationsexperimente mit Maschinen weniger auf das Testen technologischer Potentiale, als dass sie auf den Menschen selbst zurückführen“ (Verena Kuni). Zentrale Elemente ihrer Solo-Performances sind der Zufall, die Irritation der Wahrnehmungssituation sowie Techniken der medialen Erweiterung hinsichtlich der eigenen körperlichen Präsenz (Videodialog Service), beziehungsweise hinsichtlich virtueller Existenzen (Videoperformance Calling Victoria). In der Zusammenarbeit mit dem Klangkünstler Georg Klein führte sie die kommunikative Situation weiter als interaktive Installation im öffentlichen Raum (pickup 2005 und takeaway 2006), hier jedoch mit einer unsichtbaren, körperlosen Stimme, die die Passanten in ein „ungewisses Geschehen verwickelt“ (Sabine Sanio.)

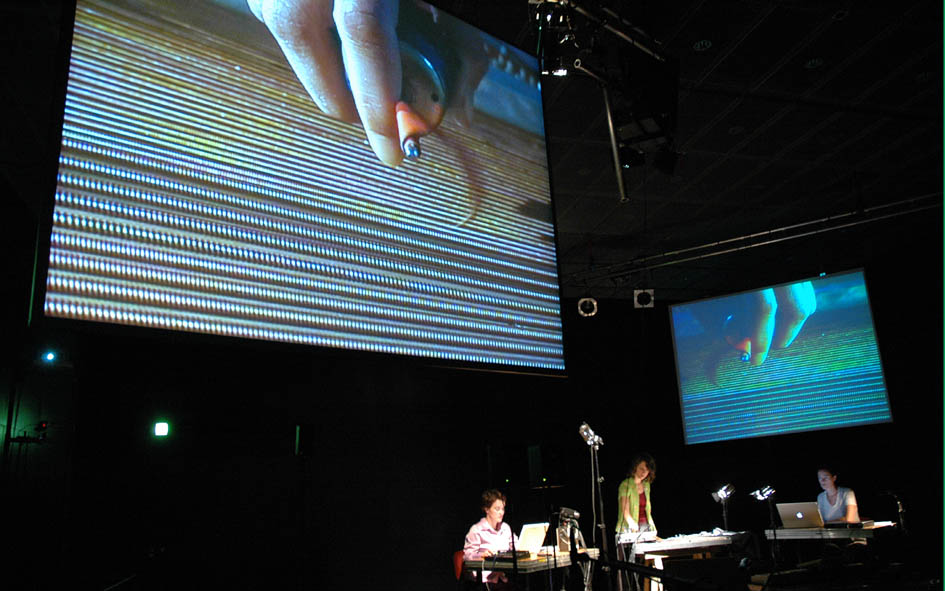
SCRAP von Weismann, Rodriguez und Neumann

Während sie in der Performance Video als kommunikativ-reflexives Mittel einsetzt, wird dieses Medium in der Situation des Konzerts quasi zu einem visuellen Instrument, das als eigene „musikalische“ Stimme wie auch als räumliches Gestaltungsmittel fungiert. Diese Werke sind überwiegend Kooperationsarbeiten mit improvisierenden Musikern, Komponisten und Performern. Der konzertante Einsatz visueller Bildtechniken tritt dabei sowohl live in einer Closed-Circuit-Situation als auch in Form live getriggerter Videoclips auf (zum Beispiel Videokonzert SCRAP von 2004).
Seit 2012 entwickelt sie vermehrt audiovisuelle Kompositionen und klangbasierte Performances, die sich situativ in den Raum ausdehnen und das akustische Potential von Alltagsobjekten in sinnlich-ästhetische Erfahrungen übersetzt. Das Genre der Soundperformance wird als Modell einer hörenden Ko-Existenz für Mensch-Ding und Mensch-Raum-Beziehungen begriffen. Ihre künstlerische Arbeit in diesem Themenfeld verbindet sich dabei zunehmend mit der kuratorischen Praxis in Zusammenarbeit mit Janine Eisenächer, die sich in der 6-teiligen Veranstaltungsreihe "Ready Making – zu Klanghandlungen mit Dingen" bei Errant Sound manifestiert (2019–2022).

## Werke
- Service – ein Videofongespräch. Solo-Performance, 1996
- 1x1 – Solo-Performance mit Zufallsfaktoren, 2001
- „ja es ist plötzlich wärmer geworden“, Musiktheater in Koop. mit Christian Kesten, 2003
- Calling Victoria, Videoperformance mit Spracherkennungssoftware, 2003
- Links gehen – Rechts stehen, Videokonzert in Koop. mit A. M. Rodriguez, 2004
- SCRAP, Videokonzert in Koop. mit Andrea Neumann und A. M. Rodriguez, 2004
- pick up – Interaktive Installation und Performance in Koop. mit Georg Klein, 2005
- takeaway – Interaktive Installation in Koop. mit Georg Klein, 2006
- le vol – Audiovisuelle Performance in Koop. mit Annette Krebs, 2006
- Car Event – Solo-Performance im öffentlichen Raum, 2007
- False Friends – Audiovisuelle Komposition in Koop. mit Antje Vowinckel, 2007
- venture doll – Performance und Video in Koop. mit Georg Klein, 2008
- Berge versetzen – eine suggestive Übung, 2009
- LapStrap – Solo für Stimme und mobile Audiotechnik, 2010
- Unfollow. This is me – für 2 Performerinnen, Objekte, Sprachsamples, Stimmen und 6 Lautsprecher, 2012
- FLUPSI – Text-Sound-Komposition für 2 Performerinnen, Live-Cam, Objekte und Lautsprecher, in Koop. mit Emma Bennett, 2013
- Ortung im Trüben – für 5 Performerinnen, Soundobjekte, bewegliche Lautsprecher und 3-Kanal-Video, 2014
- folie – Komposition für 6 Stimmen und Objekte, 2016  Auditive Poesie, KONTRAKLANG
- permeiamo – interaktive Hörinstallation mit 5 Lichtlautsprechern und einem Telefonhörer, Koop. mit Georg Klein, 2016
- Fountain – Komposition für 5+x Performer, 10+y Plastikbecher und 1 Flasche Wasser, 2017
- Touch Amplifiers – Performance mit mikrofonierten Sandpapieranzügen, in Koop. mit Özgür Erkök Moroder, 2018[9]
- Generation S – audiovisuelle Komposition für Live-Stimme, Objekte, Interviews, Field Recordings, Mikroskopkamera und Videoprojektion, 2018
- Kaltes Glühen – audiovisuelle Komposition in Koop. mit Annette Krebs 2019
- Scherben – Video, Installation, Performance, in Koop. mit Çigdem Üçüncü, Kunstverein Tiergarten, Berlin, 2020 Link zur Ausstellung
- Downtime – Soloperformance für Objekte, Stimmen und einen zu schleudernden Lautsprecher, Live-Mix, Sound Design: Elif Gülin Soğuksu (25', 2021)
- Uncanny Motions – Klangperformance (solo), 2022

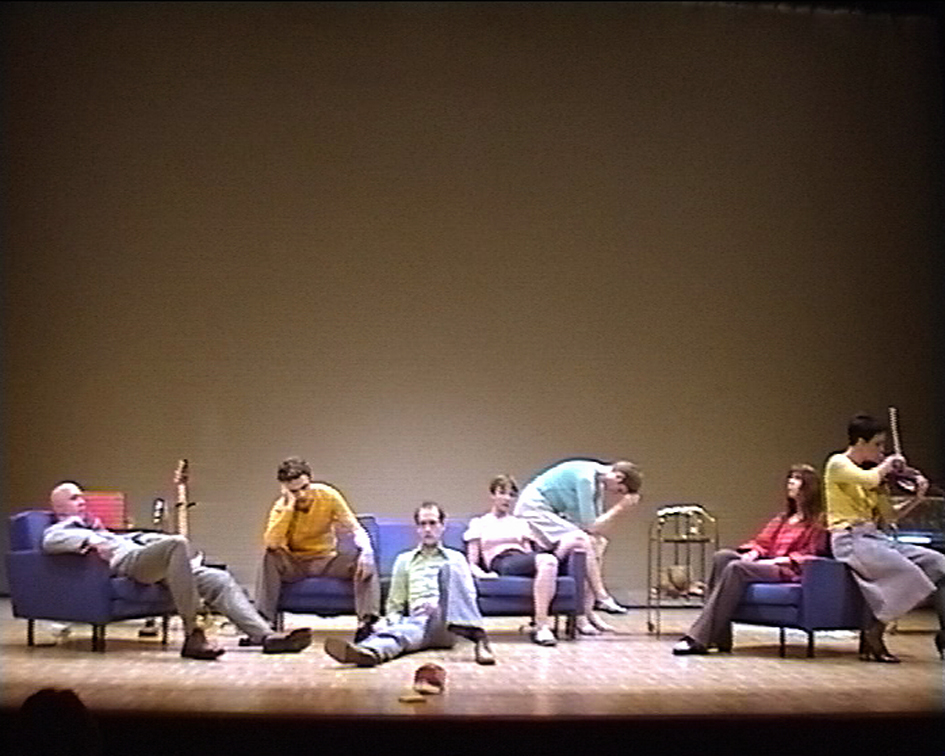
Maulwerker mit „Glossolalie“ von Dieter Schnebel

## Ausstellungen/Aufführungen seit 2003 (Auswahl)
- super bien! Berlin, Gewächshaus für zeitgenössische Kunst im öffentlichen Raum, 2022, Ausstellung: related to transition #3
- BAM! Berliner Festival für aktuelles Musiktheater 2022, Volksbühne Berlin
- READY MAKING #5, Resonating bodies and media apparatuses, Errant Sound & Flutgraben Berlin, 2022 Programm Ready Making 5
- Generation S, Field Kitchen Academy (2020)[10] Vorschlag neuer Link, abgerufen am 3. Januar 2022
- Calling Victoria, Textur Denkraum Schreibmaschine, SCOTTY, Berlin (2019)[11]
- Ostrava Days 2019 New and Experimental Music Institute and Festival Tschechien
- Heroines of Sound, Festival Berlin, HAU2, 2018 aktueller Archiv-Link
- Performance Arcade Wellington (NZ), 2018 Vorschlag neuer Archiv-Link Weismann, Lapstrap
- 9. Performancereihe Neu-Oerlikon, Zürich, 2018, Artists 2018 (Archiv)
- Lady Dada Kalam, Kunsthaus KuLe, 2017
- Extended Compositions, Kunstquartier Bethanien Berlin, 2015
- The Voice Observatory, Errant Sound Berlin 2015
- Correnti Seddutive, Urban Sound Art in Taranto (Süditalien 2013/14)[12]
- LapStrap, Solo für Stimmen und mobile Audiotechnik, Performance, aufgeführt u. a. beim 2018 im Kunstraum General Public am 15. Mai 2012 zur Buchveröffentlichung Floating Gaps[13], auf dem queerfeministischen Audiokunstfestival quear am 31. August 2013 in Berlin[14] und am 16. November 2013 im Rahmen der Veranstaltungsreihe EMIHAL – elektronische Musik im Haus am Lützowplatz[15].
- Berlinische Galerie Hören Sehen 2.0 von Klangnetz e. V. (2009)[16]
- TESLA Berlin (2005/2006/2007)
- Drill Hall, JOUBERT Park Project, Johannesburg, Südafrika (2007)
- sonambiente – internationales festival für hören und sehen Berlin (2006)
- Lem-Festival Barcelona (2006)
- Zentrum für Kunst und Medientechnologie ZKM Karlsruhe (2006, 2012)
- Festival Neue Musik Rümlingen Schweiz (2005)
- MaerzMusik – Festival für aktuelle Musik Berlin (2005)
- Museum Moderner Kunst MUMOK, Festival Jeunesse, Wien (2005)
- NGBK Berlin (2004)
- Schweizerisches Institut Rom (2004)
- Kaskadenkondensator Basel (2003/2005/2007)
- Museum KUBUS Hannover (2003)
- Museum für Kommunikation Berlin (2004)
- Trampoline – Festival für Live-Art und Medienkunst Berlin (2004/2006)
- KKL Luzern (2006)
- Festival Kontraste Krems (2006)
- Goethe-Institut Buenos Aires (2004)

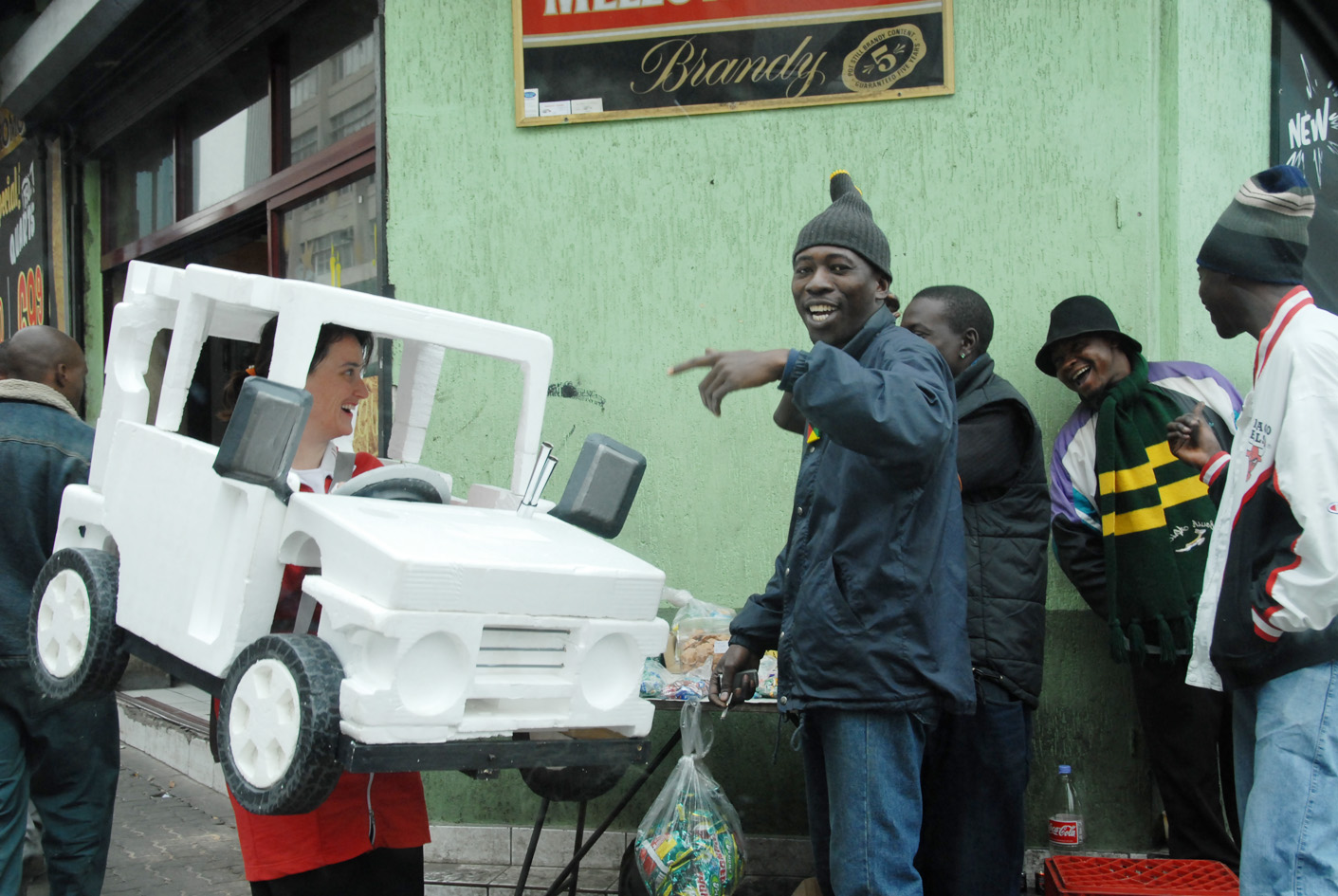
Car-Performance in Johannesburg, Südafrika, 2007